# Þórður Hrappsson
Þórður skeggi Hrappsson (apodado Thordhur el Barbudo, n. 839) fue un caudillo vikingo de Romsdal, Noruega y uno de los primeros colonos en Islandia. Fue animado a la colonización por Ingólfur Arnarson. Fundó un asentamiento en Skeggjastöður, que lleva su apodo. Era hijo del bóndi noruego Hráppur Björnsson (n. 797) y hermano de Örlygur Hrappsson (n. 839); pertenecía al clan familiar Flatnefr-ætt.
Casó con Vilborg Osvaldsdóttir (n. 843) una hija de un rey vikingo de Inglaterra llamado Ósvaldur. Su hija Helga (n. 874) casó con Ketilbjörn Ketilsson y otra hija Þuríður (n. 885) casó con Eiríkur Hróaldsson.
El distrito de Skeggjagata en Reikiavik, lleva su nombre.